# Giuseppe Cotta Ramusino
Giuseppe Cotta Ramusino (Mortara, 14 novembre 1826 – Tortona, 28 gennaio 1876) è stato un politico e funzionario italiano.

## Biografia
Nato a Mortara (Pavia) nel 1826, venne eletto alla Camera dei deputati del Regno di Sardegna per due legislature (VI, VII) dal 1867 al 1860.
Nell'Italia unita fu prefetto di Grosseto (1871-1872), Ferrara (1872-1873), Trapani (1873-1875) e Cremona (1875-1876).